# Sieghartskirchen
Sieghartskirchen est une commune autrichienne du district de Tulln en Basse-Autriche, qui comptait 7 637 habitants au 1er janvier 2021.

## Géographie
La municipalité est située en Basse-Autriche, fait 61,68 km2, et se trouve à environ 27 km à l'Ouest de Wien, à  environ 9 km au Sud de Tulln.